# Correbia klagesi
Correbia klagesi là một loài bướm đêm thuộc phân họ Arctiinae, họ Erebidae.